# Horssöcket
Horssöcket kan syfta på:
- Horssöcket, Angereds socken
- Horssöcket, Bergums socken

Mall:Sjönamn